# Knäckebröd
Knäckebröd o spisbröd és un tipus de pa fet al forn, aplanat i endurit, original d'Escandinàvia i es considera com un aliment típic suec. És un aliment de llarga conservació en ambient sec.

## Característiques
L'ingredient principal és la farina gruixuda de sègol (Secale cereale), que sol dur també farina refinada de sègol i d'altres tipus. Encara que antigament era freqüent coure'l a casa, actualment es fabrica de forma industrial. Duu llevat, aigua i sal de mar. Algunes receptes afegixen oli vegetal, espècies i segó.
Per a donar-li la seva aparença característica es treballa la massa amb un corró de cuina amb puntes i osques fins a deixar-la ben prima, tallant-la en discos d'uns 20 cm de diàmetre, amb un orifici al centre. Es forneja en un forn a 100 graus C. durant uns 4 minuts i després es deixa assecar. Antigament s'assecaven utilitzant una vara que travessava els orificis del centre. Actualment, aquesta característica és solament tradicional. El resultat és una galeta dura, molt porosa i lleugera, d'alt valor energètic.
La fabricació industrial comprèn nombroses i diferents receptes, i sol ser presentat també en forma de rectangles, envasats en embolcalls de paper encerat.

## Ús culinari
S'estima que era un aliment important en la dieta dels vikings, per la seva llarga durada i el seu lleuger pes. És un aliment molt popular a Suècia, en escoles i regiments com acompanyament dels menjars, i s'hi solen agregar talls de formatge o se'ls unta amb mantega, pasta d'ous de bacallà (anomenat kaviar a Suècia), paté, melmelada, etc